# To Shoot an Elephant
To Shoot an Elephant és un documental de 2009 sobre l'Operació Plom Fos a la Franja de Gaza, dirigit per Alberto Arce i Mohammad Rujailahk i coproduït per Eguzki Bideoak. El documental es distribueix amb una llicència Creative Commons, i es va presentar a nombrosos festivals. El títol del documental fa referència a l'assaig Shooting an Elephant (1936) de George Orwell, que tracta sobre l'imperialisme britànic.